# Vittorio III di Ratibor
Vittorio III Augusto Maria di Hohenlohe-Schillingsfürst, III duca di Ratibor, principe di Corvey, principe di Hohenlohe-Schillingsfürst (tedesco: Victor III. August Maria Herzog von Ratibor, Fürst Corvey, Prinz von Hohenlohe; Rudy (Slesia), 2 febbraio 1879 – Abbazia di Corvey, 11 novembre 1945), è stato un nobile, giurista, agricoltore e silvicoltore tedesco e dal 1923 al 1945 capo della Casa di Ratibor (ceco: Ratiboř, polacco: Racibórz).

## Vita
Vittorio III era figlio di Vittorio II Amedeo di Ratibor (1847-1923) e della contessa Maria di Breunner-Enckevoirth (1856-1929). Si formò come agricoltore e silvicoltore e studiò legge presso le università di Bonn, Lipsia, Breslavia  e alla Sorbona di Parigi. Fu un tirocinante del governo reale prussiano. Servì anche nell'esercito prussiano e terminò il suo servizio militare come tenente. Come il padre, fu membro dell'ordine di Malta.
Già come principe ereditario era considerato molto ricco e figura nell'elenco dei milionari tedeschi.
Dopo la prima guerra mondiale, si occupò principalmente dell'amministrazione delle vaste proprietà di famiglia, che all'epoca erano le quarte più grandi della Slesia. All'inizio il periodo fu difficile, poiché ci furono rivolte e referendum in Alta Slesia. Nel 1922, i possedimenti terrieri dell'Alta Slesia furono divisi. Alcuni villaggi del distretto di Ratibor furono incorporati in Polonia, altri appartenenti al distretto di Rybnik rimasero in Germania e, compreso Rauden, furono annessi al distretto di Ratibor. La famiglia Ratibor non solo perse proprietà, ma anche mercati di vendita nella zona industriale dell'Alta Slesia, che ora apparteneva in gran parte alla Polonia.

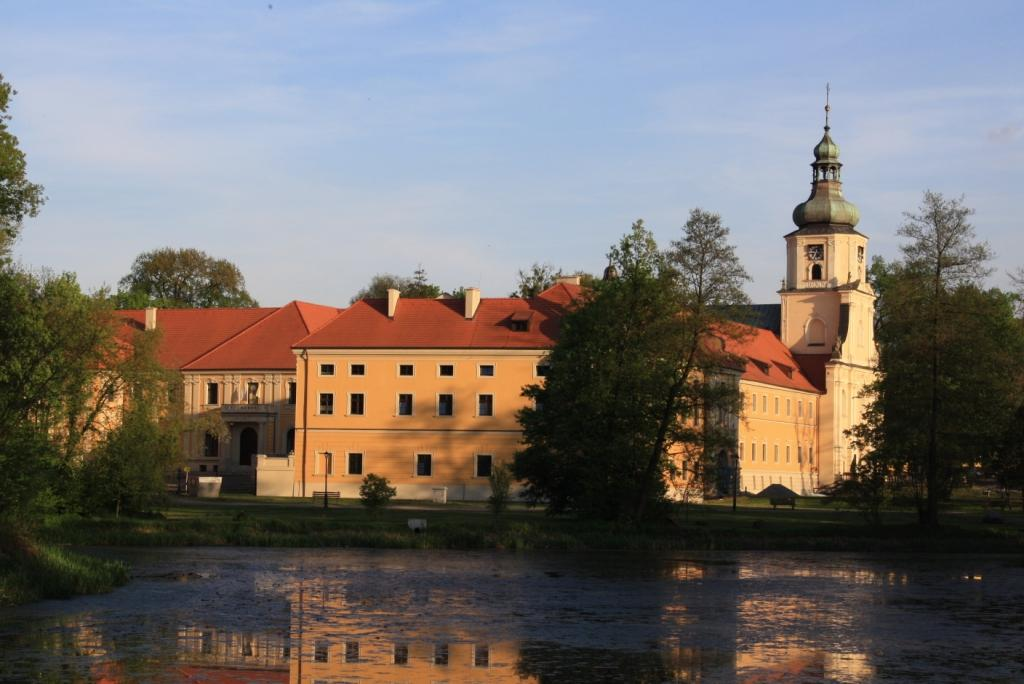
Monastero di Rauden, luogo di nascita e residenza di Vittorio III. (2011)

Nel 1923, dopo la morte del padre, Vittorio III divenne il capo del casato di Ratibor e delle società, delle tenute e dei castelli della famiglia, tra cui l'abbazia di Rauden, il castello di Corvey con la Biblioteca Principesca e il castello di Grafenegg in Bassa Austria.
Nel 1925, l'esportazione di prodotti agricoli fu ulteriormente ostacolata dalla guerra doganale tedesco-polacca, dalla sovraccapacità produttiva, dall'aumento dei prezzi e dalle crisi finanziarie. Solo con le convenzioni di Ginevra la proprietà di 2.500 ettari di terreni agricoli in Polonia fu finalmente protetta, rendendo così possibile la vendita dei prodotti in Alta Slesia.
Nel 1937, l'ultima pubblicazione della rubrica dei beni della Slesia documentava le vaste proprietà intorno al Ducato di Ratibor con diverse proprietà forestali, come Rauden, e i possedimenti associati per un totale di 30.218 ettari. Al vertice, dopo il proprietario, c'erano il direttore generale dei beni, l'ufficio legale con un consigliere e un avvocato, e il capo forestale.
Proprio all'inizio della seconda guerra mondiale, il 18 settembre 1939, il figlio maggiore di Vittorio, Vittorio IV, morì durante l'invasione della Polonia. Il suo Panzer IV, così come un Panzerkampfwagen 35(t) e un Panzerkampfwagen 38(t), furono abbattuti durante una battaglia di carri armati da un TKS polacco.
Alla fine del 1944, prima dell'arrivo dell'Armata Rossa, gli oggetti più preziosi del castello di Rauden furono trasportati nella Germania occidentale. Nel 1945 la famiglia dovette in fine lasciare il paese e si rifugiò a Corvey. I possedimenti della Slesia con 34.000 ettari di foresta passarono Polonia.

## Matrimonio e figli
Il 19 novembre 1910, a Monaco, sposò Elisabetta di Oettingen-Oettingen und Oettingen-Spielberg (31 ottobre 1886 - 2 ottobre 1976), figlia del principe Francesco Alberto di Oettingen-Oettingen und Oettingen-Spielberg (1847-1916). Con lei ebbe i seguenti figli:
- Marie Agathe Elisabeth Clementine Marguerite Caroline (1911–1971), a sua volta ebbe un figlio nell'agosto del 1947, Edmundo Lasalle y Garcia Mayon (1914-1975);
- Sophie Agathe Marie Charlotte (1912–1981), a sua volta ebbe un figlio nel 1937, Friedrich Leopold Maria;
- Eleonore Marie Amelie Gabriele (1914–1993), non ebbe figli;
- Viktor Albrecht Johannes Josef Michael Maria (1916–1939), morto in guerra;
- Klementine Gabrielle Georgine Benoite Marie (1918–2005), che a sua volta ebbe un figlio nel 1940, principe Anton di Croÿ (1909–1976);
- Franz-Albrecht Maximilian Wolfgang Josef Thaddäus Maria (1920–2009), che a sua volta ebbe una figlia nel 1962, la contessa Isabella di Salm-Reifferscheidt-Krautheim und Dyck (1939).

## Ascendenza
|                                          |                                           |                                                    | Genitori                                               |  |  | Nonni |  |  | Bisnonni                                                   |  |  | Trisnonni                                                              |  |
|                                          |                                           |                                                    |                                                        |  |  |       |  |  | Francesco Giuseppe di Hohenlohe-Waldenburg-Schillingsfürst |  |  | Carlo Alberto II, III principe di Hohenlohe-Waldenburg-Schillingsfürst |  |
|                                          |                                           |                                                    |                                                        |  |  |       |  |  | Francesco Giuseppe di Hohenlohe-Waldenburg-Schillingsfürst |  |  | Carlo Alberto II, III principe di Hohenlohe-Waldenburg-Schillingsfürst |  |
|                                          |                                           | Giuditta Reviczky de Revisnye                      |                                                        |  |  |       |  |  | Francesco Giuseppe di Hohenlohe-Waldenburg-Schillingsfürst |  |  |                                                                        |  |
| Vittorio I, I duca di Ratibor            |                                           |                                                    |                                                        |  |  |       |  |  | Francesco Giuseppe di Hohenlohe-Waldenburg-Schillingsfürst |  |  |                                                                        |  |
|                                          |                                           | Costanza di Hohenlohe-Langenburg                   | Carlo Ludovico I, III principe di Hohenlohe-Langenburg |  |  |       |  |  |                                                            |  |  |                                                                        |  |
|                                          |                                           | Costanza di Hohenlohe-Langenburg                   | Carlo Ludovico I, III principe di Hohenlohe-Langenburg |  |  |       |  |  |                                                            |  |  |                                                                        |  |
|                                          |                                           | Costanza di Hohenlohe-Langenburg                   | Amalia Enrichetta di Solms-Baruth                      |  |  |       |  |  |                                                            |  |  |                                                                        |  |
| Vittorio II, II duca di Ratibor          |                                           | Costanza di Hohenlohe-Langenburg                   |                                                        |  |  |       |  |  |                                                            |  |  |                                                                        |  |
|                                          |                                           | Carlo Eccardo II, principe di Fürstenberg          | Carlo Aloisio, principe di Fürstenberg                 |  |  |       |  |  |                                                            |  |  |                                                                        |  |
|                                          |                                           | Carlo Eccardo II, principe di Fürstenberg          | Carlo Aloisio, principe di Fürstenberg                 |  |  |       |  |  |                                                            |  |  |                                                                        |  |
|                                          |                                           | Carlo Eccardo II, principe di Fürstenberg          | Maria Elisabetta di Thurn und Taxis                    |  |  |       |  |  |                                                            |  |  |                                                                        |  |
| Amalia di Fürstenberg                    |                                           | Carlo Eccardo II, principe di Fürstenberg          |                                                        |  |  |       |  |  |                                                            |  |  |                                                                        |  |
|                                          |                                           | Amalia di Baden                                    | Carlo Federico, I granduca di Baden                    |  |  |       |  |  |                                                            |  |  |                                                                        |  |
|                                          |                                           | Amalia di Baden                                    | Carlo Federico, I granduca di Baden                    |  |  |       |  |  |                                                            |  |  |                                                                        |  |
|                                          |                                           | Amalia di Baden                                    | Luisa Carolina di Hochberg                             |  |  |       |  |  |                                                            |  |  |                                                                        |  |
| Vittorio III, III duca di Ratibor        |                                           | Amalia di Baden                                    |                                                        |  |  |       |  |  |                                                            |  |  |                                                                        |  |
|                                          | Agosto Ferdinando di Breunner-Enckevoirth | Giuseppe di Breunner-Enckevoirth                   |                                                        |  |  |       |  |  |                                                            |  |  |                                                                        |  |
|                                          | Agosto Ferdinando di Breunner-Enckevoirth | Giuseppe di Breunner-Enckevoirth                   |                                                        |  |  |       |  |  |                                                            |  |  |                                                                        |  |
|                                          | Agosto Ferdinando di Breunner-Enckevoirth | Maria Anna di Pergen                               |                                                        |  |  |       |  |  |                                                            |  |  |                                                                        |  |
| Augusto Giovanni di Breunner-Enckevoirth | Agosto Ferdinando di Breunner-Enckevoirth |                                                    |                                                        |  |  |       |  |  |                                                            |  |  |                                                                        |  |
|                                          |                                           | Maria Teresa Esterházy de Galántha                 | Giovanni Carlo Esterházy de Galántha                   |  |  |       |  |  |                                                            |  |  |                                                                        |  |
|                                          |                                           | Maria Teresa Esterházy de Galántha                 | Giovanni Carlo Esterházy de Galántha                   |  |  |       |  |  |                                                            |  |  |                                                                        |  |
|                                          |                                           | Maria Teresa Esterházy de Galántha                 | Rosa Festetics de Tolna                                |  |  |       |  |  |                                                            |  |  |                                                                        |  |
| Maria di Breunner-Enkevoirth             |                                           | Maria Teresa Esterházy de Galántha                 |                                                        |  |  |       |  |  |                                                            |  |  |                                                                        |  |
|                                          |                                           | Giovanni Nepomuceno Széchényi de Sárvár-Felsövidék | Luigi Széchényi de Sárvár-Felsövidék                   |  |  |       |  |  |                                                            |  |  |                                                                        |  |
|                                          |                                           | Giovanni Nepomuceno Széchényi de Sárvár-Felsövidék | Luigi Széchényi de Sárvár-Felsövidék                   |  |  |       |  |  |                                                            |  |  |                                                                        |  |
|                                          |                                           | Giovanni Nepomuceno Széchényi de Sárvár-Felsövidék | Luisa di Clam-Gallas                                   |  |  |       |  |  |                                                            |  |  |                                                                        |  |
| Agata Széchényi de Sárvár-Felsövidék     |                                           | Giovanni Nepomuceno Széchényi de Sárvár-Felsövidék |                                                        |  |  |       |  |  |                                                            |  |  |                                                                        |  |
|                                          |                                           | Agata Erdődy de Monyorókerék et Monoszló           | Giorgio Erdődy de Monyorókerék et Monoszló             |  |  |       |  |  |                                                            |  |  |                                                                        |  |
|                                          |                                           | Agata Erdődy de Monyorókerék et Monoszló           | Giorgio Erdődy de Monyorókerék et Monoszló             |  |  |       |  |  |                                                            |  |  |                                                                        |  |
|                                          |                                           | Agata Erdődy de Monyorókerék et Monoszló           | Maria d'Aspremont Lynden                               |  |  |       |  |  |                                                            |  |  |                                                                        |  |
|                                          |                                           | Agata Erdődy de Monyorókerék et Monoszló           |                                                        |  |  |       |  |  |                                                            |  |  |                                                                        |  |